# Будников, Александр Михайлович
Алекса́ндр Миха́йлович Бу́дников (род. 8 ноября 1947, село Медяна Пильнинского района Горьковской области) — российский прозаик, поэт, художник.
Член Союза писателей России (1997) и Союза художников России (2000).

## Биография
Родился 8 ноября 1947 года в  селе Медяна Пильнинского района Горьковской области. С 1959 года живёт в городе Шумерля. В 1965—1967 гг. учился в Чебоксарском художественном училище, в 1979—1984 гг. — на художественно-графическом факультете Чувашского педагогического института. С 1979 по 2004 гг. работал преподавателем в детской художественной школе г. Шумерля.
Участник Всероссийской выставки (Новочебоксарск, 1987), зональной выставки «Большая Волга-98» (Нижний Новгород, 1998), Республиканской выставки «Утоли моя печали» (к 2000-летию христианства на Руси), многих сезонных выставок Союза художников. Несколько работ хранятся в Чебоксарском и Новочебоксарском художественных музеях, три акварели — в собрании Пэра Хэннунга (Швеция).
В становлении писательской судьбы Будникова принимали участие Вячеслав Шугаев, Евгений Некрасов, Андрей Воронцов,  Атнер Хузангай, Борис Чиндыков, Аристарх Дмитриев, Хведер Агивер, Валентин Шишкин, Виктор Комаров, Павел Егоров, Раиса Сарби, Марина Палей, Татьяна Иноземцева, Ирина Митта, Валентина Ильина, Зоя Романова, Маргарита Кириллова.
Проза печаталась в журналах: Октябрь (дважды), Волга, Студенческий меридиан, Наш современник, Москва, Согласие; в еженедельнике «Литературная Россия» (дважды); в альманахах «Истоки» и «Дядя Ваня». Не состоялись публикации в журналах «Слово» и «Советский Союз». Проза неоднократно выходила в чебоксарской периодической печати – альманахе «Дружба» и журнале «Лик».
Книги стихов не выходили, были лишь публикации в местной русскоязычной прессе.
Является автором научного труда по астрономии: «Дополнение к небесной механике (взгляд на некоторые малоизученные физические явления и закономерности в Солнечной системе)» (2001).
В 2019 в Чувашском книжном издательстве вышла книга рассказов и повестей «Ямщина».
В 2022 году в №5 журнала «Нижний Новгород» вышли рассказ и фрагмент повести.
В 2023 году в Чувашском книжном издательстве выйдет альбом «Сурская палитра», в котором будут представлены репродукции работ 88 шумерлинских авторов, составитель – Александр Будников.

## Основные графические работы
- "В старом городе", 1967 г., 19 х 15 см, Чувашский государственный художественный музей
- "Осенью", 1982 г., 22,5 х 19,5 см
- "Зимний вечер", 1993 г., 5 х 6 см
- "Омшаник", 1994 г., 5,4 х 6,1 см
- "Утро", 1977 г., 14,5 х 16 см, Чувашский государственный художественный музей
- "Гулянка", 1994 г., 15,7 х 10,8 см, Чувашский государственный художественный музей
- "Вечером", 1994 г., 7,2 х 5,2 см, Чувашский государственный художественный музей
- "Гостья", 1994 г., 22 х 16 см
- "Рассвет", 1997 г., 7,3 х 9,3 см
- "Май", 1998 г., 2,7 х 1,9 см
- "Калина", 2000 г., 26 х 19 см
- Фронтовичка, 1970 г., бум., кар., тон., 18,5х18,5
- Балерина, 2019 г., к., темп., 25х16